# 청정로 (합천 의령)
청정로(Cheongjeong-ro)는 경상남도 합천군 쌍백면 와 의령군 유곡면 야산삼거리를 잇는 경상남도의 도로이다.

## 주요 경유지
경상남도
- 합천군 (쌍백면) - 의령군 (궁류면 . 유곡면)

## 노선
| 이름       | 접속 노선                            | 소재지 | 소재지 | 비고 |
| ---------- | ------------------------------------ | ------ | ------ | ---- |
| (이름없음) | 쌍백중앙로                           | 합천군 | 쌍백면 |      |
| 평구1교    |                                      | 합천군 | 쌍백면 |      |
| (이름없음) | 국가지원지방도 제60호선 (평구목골길) | 합천군 | 쌍백면 |      |
| 평구2교    |                                      | 합천군 | 쌍백면 |      |
| 평지교     |                                      | 합천군 | 쌍백면 |      |
| 한티재     |                                      | 합천군 | 쌍백면 |      |
|            | 의령군                               | 궁류면 |        |      |
| 평촌교     | 의령군                               | 궁류면 |        |      |
| 운계교     | 의령군                               | 궁류면 |        |      |
| (이름없음) | 의령군                               | 궁류면 | 궁류로 |      |
| 신촌교     | 의령군                               |        | 유곡면 |      |
| 신촌삼거리 | 의령군                               | 법정로 | 유곡면 |      |
| 마두교     | 의령군                               |        | 유곡면 |      |
| 유곡교     | 의령군                               |        | 유곡면 |      |

## 주요 건물 및 시설
- 농협 합천새남부농협 쌍백지점 (청정로 3/평구리 526-1)
- 평지보건진료소 (청정로 261/평지리 589-2)